# Hexatricha
Hexatricha is een kevergeslacht uit de familie van de boktorren (Cerambycidae). De wetenschappelijke naam van het geslacht werd voor het eerst geldig gepubliceerd in 1846 door White.

## Soorten
Hexatricha is monotypisch en omvat slechts de volgende soort:
- Hexatricha pulverulenta (Westwood, 1843)